# Walter Hoppe (Physiker)
Walter Hoppe (* 21. März 1917 in Wallsee/Donau, Niederösterreich; † 3. November 1986 in Lochham) war ein deutscher Physiker.

## Leben
Walter Hoppe wurde in Wallsee/Donau in Österreich geboren und promovierte an der Karlsuniversität in Prag bei Professor Johann Böhm. Von 1964 bis 1985 war er Direktor am Max-Planck-Institut für Biochemie in Martinsried.

## Rezeption
Seine bedeutendsten Errungenschaften basierten auf seinen Erfahrungen mit Röntgenbeugung und Elektronenmikroskopen, woraus er neue Theorien ableitete, darunter die Erfindung der „Ptychographie“. Dies führte zu experimentellen Studien über die Durchführbarkeit hochauflösender, dreidimensionaler Darstellungen komplexer biologischer Makromoleküle, die zu jener Zeit noch nicht zu kristallinen Anordnungen zusammengesetzt werden konnten, welche notwendig sind für die strukturelle Bestimmung mit Röntgenbeugung (z. B. Ribosomen).
Hoppes Idee, viele Aufnahmen der gleichen Probe (eine gefärbte Probe, die das interessierende Objekt enthält) miteinander zu kombinieren, wobei die Aufnahmen aus einer großen Breite verschiedener Winkel gemacht wurden, worauf eine mathematische Rekonstruktion des Objektes mithilfe von Fourier-Transformationen oder mit gewichteten, gefilterten Rückprojektionen erfolgte, bilden die Grundlage vieler heutiger Techniken für die 3D-Rekonstruktion, z. B. die Computertomographie. Viele von Hoppes frühen Errungenschaften und Beiträgen wurden von anderen Wissenschaftlern übersehen, da sie hauptsächlich in deutschsprachigen Zeitschriften veröffentlicht wurden. 1970 promovierte er an der Technischen Universität München den späteren Nobelpreisträger Joachim Frank mit dessen Arbeit Untersuchungen von elektronenmikroskopischen Aufnahmen hoher Auflösung mit Bilddifferenz- und Rekonstruktionsverfahren.
In den Sammlungen des Deutschen Museums befindet sich ein Gerät für die Fourieranalyse von Walter Hoppe und Kurt Pannke.

## Ehrungen und Mitgliedschaften
Seit 1969 war Hoppe Mitglied der Gelehrtenakademie Leopoldina, seit 1986 war er ordentliches Mitglied der Bayerischen Akademie der Wissenschaften.

## Veröffentlichungen (Auswahl)
- Towards three-dimensional „electron microscopy“ at atomic resolution. In: Die Naturwissenschaften. Jg. 61, Heft 6, 1974, ISSN 0028-1042, S. 239–249.
- mit Hans J. Schramm, M. Sturm, Norbert Hunsmann, Johann Gaßmann: Three-dimensional electron microscopy of individual biological objects Part I: Methods. In: Zeitschrift für Naturforschung A. 31, 1976, S. 645–655 (PDF, freier Volltext).
- mit Hans J. Schramm, M. Sturm, Norbert Hunsmann, Johann Gaßmann: Three-dimensional electron microscopy of individual biological objects Part II: Test calculations. In: Zeitschrift für Naturforschung A. 31, 1976, S. 1370–1375 (PDF, freier Volltext).
- mit Hans J. Schramm, M. Sturm, Norbert Hunsmann, Johann Gaßmann: Three-dimensional electron microscopy of individual biological objects Part III: Experimental results on yeast fatty acid synthetase. In: Zeitschrift für Naturforschung A. 31, 1976, S. 1380–1390 (online).
- mit Brigitte Grill: Prospects of three-dimensional high resolution electron microscopy of non-periodic structures. In: Ultramicroscopy. Jg. 2, 1976/1977, ISSN 0304-3991, S. 153–168.
- mit Michael Radermacher: 3-D reconstruction from conically tilted projections. In: Jennifer M. Sturgess (Hrsg.): Electron Microscopy, Bd. 1 (Proceedings of the 9th International Congress on Electron Microscopy). MSC, Toronto 1978, ISBN 0-920622-06-2, S. 218–219.
- mit Reiner Hegerl: Three-dimensional structure determination by electron microscopy. In: Peter W. Hawkes (Hrsg.): Computer Processing of Electron Microscope Images (= Topics in current physics. 13). Springer, Heidelberg 1980, ISBN 3-540-09622-1, S. 127–186.
- Electron Diffraction with the Transmission Electron Microscope as a Phase-Determining Diffractometer—From Spatial Frequency Filtering to the Three-Dimensional Structure Analysis of Ribosomes. In: Angewandte Chemie International Edition in English. Bd. 22, Heft 6, 1983, ISSN 0570-0833, S. 456–485.